# Frans II van Longueville
Frans II van Longueville (1478 - Beaugency, 12 februari 1513) was van 1491 tot 1505 graaf en van 1505 tot aan zijn dood hertog van Longueville. Hij behoorde tot het huis Orléans-Longueville.

## Levensloop
Frans II was de oudste zoon van graaf Frans I van Longueville en diens echtgenote Agnes, dochter van hertog Lodewijk van Savoye. 
In 1491 volgde hij zijn vader op als graaf van Longueville, Montgomery, Dunois en Tancarville en als burggraaf van Melun. Bovendien was hij van 1504 tot 1512 grootkamerheer van Frankrijk en gouverneur van Guyenne. In 1505 werd het graafschap Longueville door koning Lodewijk XII van Frankrijk verheven tot hertogdom.
In 1513 stierf Frans II. Zijn jongere broer Lodewijk I, die samen met zijn echtgenote Johanna graaf van Neuchâtel was, volgde hem op als hertog van Longueville. Hij werd bijgezet in de Notre-Damebasiliek in Cléry-Saint-André.

## Huwelijk en nakomelingen
Op 6 april 1505 huwde Frans II met Françoise van Alençon (1490-1550), dochter van hertog René van Alençon. Ze kregen twee kinderen:
- Renée (1508-1515)
- Jacques (1511-1512)